# Walter Frederick Morrison
Walter Frederick Morrison (Richfield, 23 gennaio 1920 – Utah, 9 febbraio 2010) è stato un inventore statunitense.
È famoso per essere stato uno degli inventori del frisbee.
Morrison ebbe l'idea di un disco volante come giocattolo nel 1937, mentre lanciava un coperchio di una confezione di popcorn alla fidanzata Lu, che sarebbe poi divenuta sua moglie. Il coperchio dei popcorn presto venne sostituito da forme per dolci, più aerodinamiche e più facilmente reperibili. Morrison e Lu iniziarono una piccola attività vendendo "Flyin' Cake Pans" sulle spiagge di Santa Monica.
Durante la seconda guerra mondiale acquisì conoscenze di aerodinamica volando su un P-47 Thunderbolt in Italia; fu colpito e fatto prigioniero per 48 giorni.
Nel 1946, abbozzò l'idea del primo "disco volante" chiamato “Whirlo-Way”. Nel 1948 un investitore, Warren Franscioni, pagò per lo stampo in plastica. Lo chiamarono Flyin-Saucer. Dopo vendite non esaltanti, Fred & Warren si divisero all'inizio del 1950. Nel 1954, Fred comprò diversi Saucers dallo stampo originale da vendere nelle fiere locali, ma scoprì ben presto di poter fare dischi più economici. Nel 1955 assieme a Lu disegnò il Pluto Platter, l'archetipo di tutti i dischi moderni. Il 23 gennaio 1957 vendettero i diritti del Pluto Platter alla Wham-O, azienda di giocattoli. Inizialmente la Wham-O continuò la commercializzazione come Pluto Platter, ma nel giugno del 1957 iniziarono a utilizzare il nome Frisbee; nome ideato dagli studenti di un college del nordest che usavano il Pluto Platter. Morrison inventò altri prodotti per la Wham-O, ma nessuno ebbe successo come il disco Pluto Platter.
Morrison e sua moglie Lu Nay Morrison ebbero tre figli. Lu morì nel 1987.
Morrison morì all'età di 90 anni nel 2010.